# Stichophthalma camadeva
Stichophthalma camadeva är en fjärilsart som beskrevs av John Obadiah Westwood 1848. Stichophthalma camadeva ingår i släktet Stichophthalma och familjen praktfjärilar. Inga underarter finns listade i Catalogue of Life.

## Bildgalleri

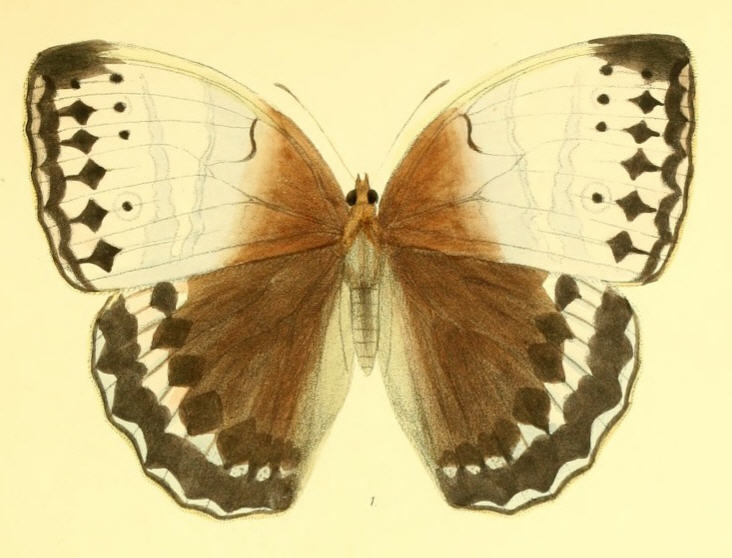
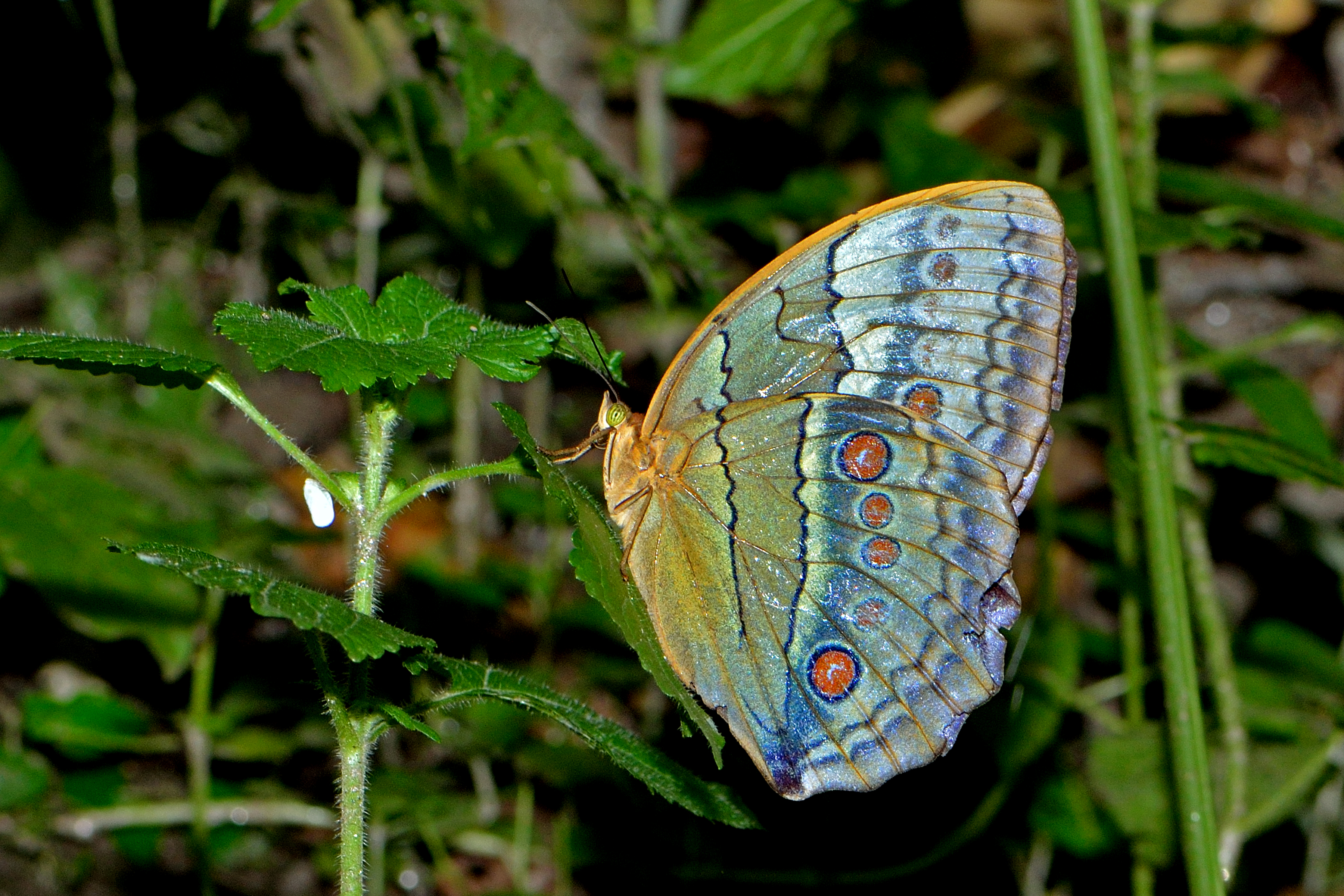
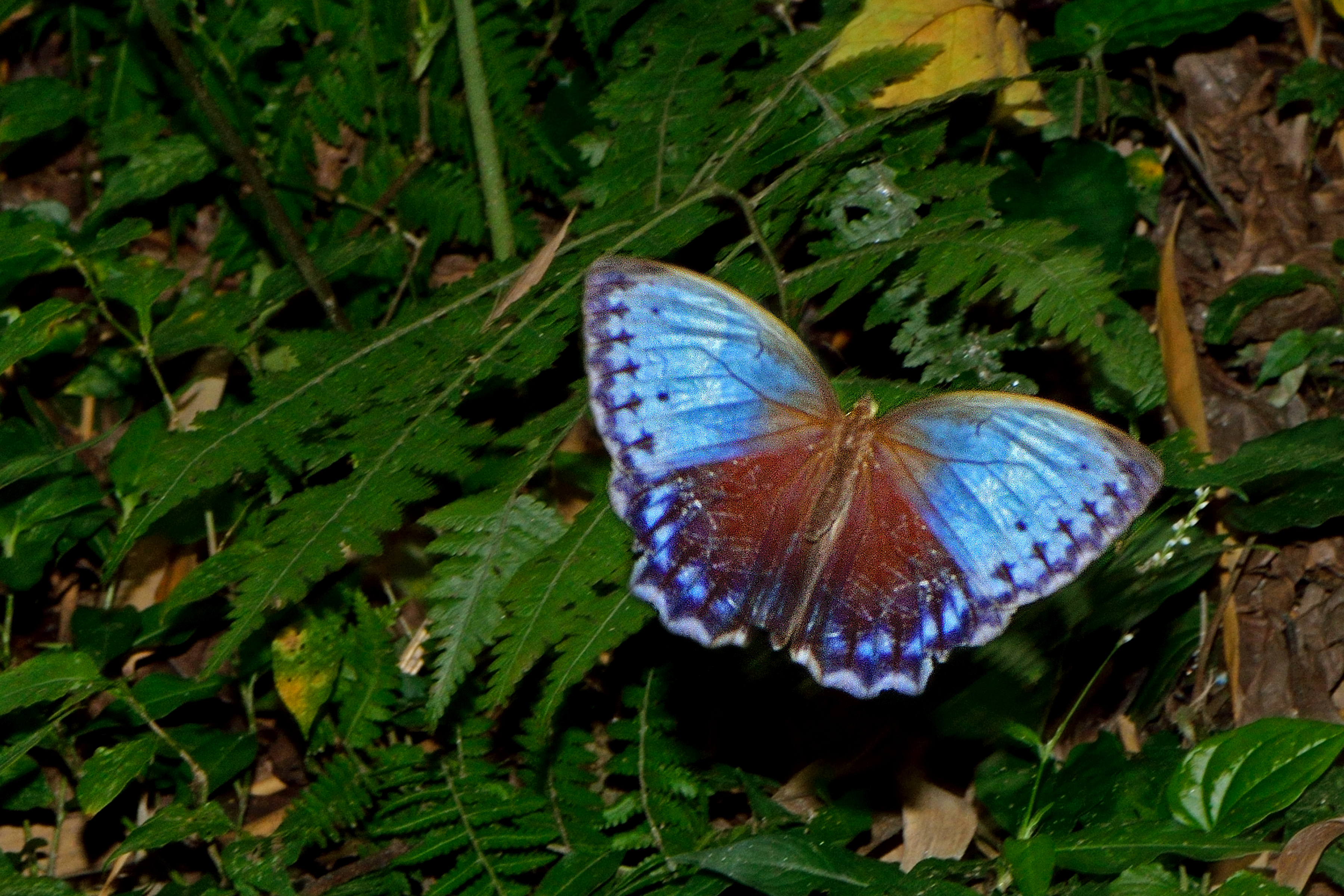